# Luật cạnh tranh (Việt Nam)
Luật cạnh tranh là một đạo luật được Quốc hội Việt Nam ban hành nhằm quy định các hành vi cạnh tranh và các hành vi khác liên quan của thương nhân. Luật cạnh tranh được Quốc hội nước Cộng hòa xã hội chủ nghĩa Việt Nam khóa XIV, kỳ họp thứ 5 thông qua ngày 12 tháng 06 năm 2018, có hiệu lực thi hành từ ngày 01 tháng 07 năm 2019.

## Phạm vi điều chỉnh
Luật này gồm 10 Chương, 118 Điều, áp dụng với mọi tổ chức cá nhân doanh nghiệp, mọi hiệp hội, ngành nghề hoạt động ở Việt Nam và quy định các hành vi của các cơ quan tổ chức, cơ quan quản lý Nhà nước liên quan. Điều 1 chương 1 của luật chỉ rõ phạm vi điều chỉnh: Luật này quy định về hành vi hạn chế cạnh tranh, hành vi cạnh tranh không lành mạnh, trình tự, thủ tục giải quyết vụ việc cạnh tranh, biện pháp xử lý vi phạm pháp luật về cạnh tranh.
Với 10 chương, 118 Điều, Luật cạnh tranh được ban hành nhằm: 
- Kiểm soát các hành vi gây hạn chế cạnh tranh hoặc các hành vi có thể dẫn đến việc gây hạn chế cạnh tranh, đặc biệt khi mở cửa thị trường, hội nhập kinh tế quốc tế;
- Bảo vệ quyền kinh doanh chính đáng của các doanh nghiệp, chống lại các hành vi cạnh tranh không lành mạnh;

Theo quy định tại Điều 118 Luật Cạnh tranh, hành vi vi phạm quy định của Luật cạnh tranh có thể bị xử phạt lên đến 10% tổng doanh thu của doanh nghiệp trong năm tài chính trước đó..

## Nhiệm vụ
Luật cạnh tranh có những nhiệm vụ cơ bản như sau:
1. Khẳng định và bảo hộ quyền tự do kinh doanh của doanh nhân.
2. Duy trì và ổn định trật tự cạnh tranh
3. Góp phần hình thành ý thức cạnh tranh lành mạnh
4. Góp phần khơi thông dòng chảy và điều tiết cạnh tranh.[2]